# Valdemarerna
Valdemarerna är en samlingsbeteckning för de danska kungarna Valdemar den store (kung 1157-1182) och hans två söner, Knut VI (kung 1182-1202) och Valdemar Sejr (kung 1202-1241). 
Kungarna Valdemar III (kung 1326-1329) och Valdemar Atterdag (kung 1340-1375) hör inte till Valdemarerna.